# Hergugney
Hergugney é uma comuna francesa na região administrativa do Grande Leste, no departamento de Vosges. Estende-se por uma área de 5.46 km². Em 2010 a comuna tinha 135 habitantes (densidade: 24,7 hab./km²).